# Tessa, agent intergalactique
 (mai 2016).
Si vous disposez d'ouvrages ou d'articles de référence ou si vous connaissez des sites web de qualité traitant du thème abordé ici, merci de compléter l'article en donnant les références utiles à sa vérifiabilité et en les liant à la section « Notes et références ».
Tessa, agent intergalactique est une série de bande dessinée de science-fiction.

## Synopsis

### Sidéral Killer (2004)
Tessa est une lycéenne énergique de 16 ans qui vit une vie normale quoique animée entre sa famille, ses amis, ses études et les compétitions de gymnastique, sa passion... 
Une nuit, alors qu'elle s'endormait, Swidz (de son nom complet: Swidzernaivkouthoélvetlaminox), un extra-terrestre, se matérialise au beau milieu de sa chambre pour la téléporter à des millions d'années lumières de la terre où sa présence est requise par les plus hautes instances de l'univers. Elle doit y subir l'ultime l'épreuve de sélection qui va faire d'elle la 42ème et dernière Agent Intergalactique... Quelque chose auquel elle se prépare apparemment dans ses rêves depuis des mois, mais qu'elle avait oublié et dont elle n'arrive pas à se souvenir !

### Les Dix Dalles du labyrinthe (2005)
Dans ce second tome, Tessa, la jeune et énergique terrienne devenue agent galactique se voit confier sa toute première mission officielle: escorter un diplomate, Hou-Brihan, vers la planète Wo-Liwou 2. Cette mission à priori très simple se transforme vite en mission impossible quand à la suite d'un conflit avec les clients d'un casino mécontents d'avoir perdu, Tessa et son mentor Swidz (de son nom complet: Swidzernaivkouthoélvetlaminox) s'échouent sur T-zhé, la célèbre planète labyrinthe dont nul n'est réussi à s’échapper !

### Beau comme un Diyo (2005)
Dans ce troisième tome qui commence sur Terre, Tessa, notre héroïne dynamique, lycéenne le jour et Agent Intergalactique la nuit, décide d'emprunter un raccourci à travers la propriété de son irascible voisin, Monsieur Koaffar, pour éviter de se retrouver une énième fois en retard au lycée. C'est en traversant sa cave qu'elle découvre une étrange machine qui les transporte tous les deux dans un autre monde, au sein d'une mystérieuse ville steampunk. 
Bizarrement, Monsieur Koaffar semble connaitre les lieux et parait plus particulièrement être à la recherche d'une personne. Il enferme Tessa, ignorant toutes ses questions, et part dans les méandres de la ville. Celle-ci réussit cependant à se libérer et se met à sa poursuite, tentant de le rattraper pour obtenir des explications. Sur son chemin et alors qu'elle aperçoit son mentor et protecteur Swidz accompagné d'un autre A.I. (ou Agent Intergalactique), elle rencontre un local, un sympathique jeune homme à la peau bleue nommé Diyo qui lui propose de devenir « son guide, en ce jour et pour les siècles à venir ». Se sentant perdue, Tessa répond « oui ». Elle ignore que dans ce monde, cette formule est en fait une demande en mariage...

### Cosmolympiades (2007)
Dans ce quatrième album, la jeune et dynamique terrienne Tessa participe aux célèbres Cosmolympiades où elle affrontent les six agents galactiques de même rang qu'elle ! Mais un complot et des secrets se cachent dans l'ombre...

### Là où il y a de la gemme... (2009)
Dans les gemmes des Agents Intergalactiques se trouvent des micro univers où sont enfermés pour l'éternité les criminels qu'ils combattent, renégats et psychopathes.
Problème ? Tessa, la plus novice des prestigieux Agents Intergalactiques, en voulant neutraliser le terrifiant Mordarkeur à la fin de Cosmolympiades (volume précédent), s'y est accidentellement enfermée elle-même, y entraînant de surcroît son mentor Swidz, un illustre consul et tout le peuple des Pi-Youx...
Heureusement pour eux, s'y trouve également Nitaar, une ancienne et talentueuse Agent Intergalactique tombée en disgrâce mais son aide suffira-t-elle à contrer Mordarkeur ? 

### Aurore Montréal (2012)
Tessa contre Atalante ? Non ! Mais une confrontation endiablée entre Tessa, lycéenne gymnaste le jour et Agent Intergalactique la nuit et son ancienne meilleure amie Cassio en pleine convention de BD !
Et des événements semblent conduire droit au mélange entre les deux vies de notre jeune héroïne Tessa. 

### Les Visions de l'Av-Eugg' (2015)
« Puisque la seule solution c'est que je meure, alors tire! » Ces paroles de Tessa ne s'adresse pas à un ennemi, mais à son mentor, protecteur et ami, Swidz ! La vérité sur tous les personnages est enfin révélée : Grhamm, Nitaar, Djébriil, Ari, les Dieux de l'Olympe, Nubuk, le Pluriconsulat, tous sont présents, d'anciens alliés devenant des ennemis, quant à Tessa, la jeune terrienne dynamique, elle se retrouvera enfin face-à-face à l'impitoyable Sidéral Killer, celui qui, depuis des millénaires, a dévasté les rangs des Agents Intergalactiques.

## Albums
- Tome 1 : Sidéral Killer (Soleil Productions, 2004)
- Tome 2 : Les Dix Dalles du labyrinthe (Soleil Productions, 2005)
- Tome 3 : Beau comme un Diyo (Soleil Productions, 2005)
- Tome 4 : Cosmolympiades (Soleil Productions, 2007)
- Tome 5 : Là où il y a de la gemme... (Soleil Productions, 2009)
- Tome 6 : Aurore Montréal (Soleil Productions, 2012)
- Tome 7 : Les Visions de l'Av-Eugg' (Soleil Productions, 2015)

- Tome 3 : Beau comme un Dyo, (Soleil Productions, collection 2B)
- Coffret tome 4 + cale et tomes 1 à 4 (2007)

- Édition intégrale tomes 1-2-3 (2006

## Publication

### Auteurs
- Scénario : Nicolas Mitric
- Dessins : Louis
- Couleurs : Sébastien Lamirand

### Éditeurs
- Soleil Productions : Tomes 1 à 4 et édition intégrale (première édition des tomes 1 à 4 et édition intégrale).

## Spin-Off

### 42 Agents intergalactiques
Swidz, à l'intérieur du musée des A.I., raconte à Tessa l'histoire des agents intergalactiques passés.
- 42 Agents intergalactiques tome 1 - Nitaar (Soleil Productions, 2010)
- 42 Agents intergalactiques tome 2 - Ari (Soleil Productions, 2010)
- 42 Agents intergalactiques tome 3 - Shaÿn (Soleil Productions, 2010)
- 42 Agents intergalactiques tome 4 - Cal'Han 1/2 - Frêres d'âmes (Soleil Productions, 2011)
- 42 Agents intergalactiques tome 5 - Cal'Han 2/2 - Âmes sœurs (Soleil Productions, 2012)

### Ultime Étoile
Suite et conclusion de 42 Agents intergalactiques.
- Ultime Étoile, Claire de Lune :

1. 42 Legacy 1/2 2013.
2. 42 Legacy 2/2, 2013.